# Горна Бавария
Горна Бавария (на немски: Oberbayern) е един от седемте административни окръзи в Бавария, Германия.
Граничи на юг и изток с Австрия, на североизток с Долна Бавария и Горен Пфалц, на северозапад със Средна Франкония и на запад с Швабия. Столица е Мюнхен.
Горна Бавария има площ от 17 529,63 km² и 4 346 465 жители (към 31 декември 2009 г.)
Горна Бавария е регионът с втория в Германия (след Хамбург) по големина брутен вътрешен продукт на жител.
Най-големите градове в Горна Бавария са:
- Мюнхен
- Инголщат
- Розенхайм
- Фрайзинг

## История
През 1255 г. в Горна Бавария се създава херцогство Горна Бавария, което през 1392 г. е разделено на две: херцогство Бавария-Мюнхен и херцогство Бавария-Инголщат.
От 1623 до 1806 г. е в Курфюрство Бавария, през 1806 – 1918 г. в Кралство Бавария.